# Axel Wallert
Axel Wallert, född 30 juni 1890 i Sankt Ilians socken i Västmanland, död 3 maj 1962 i Stockholm, var en svensk målare, grafiker, tecknare och skulptör.

## Biografi
Axel Wallert flyttade som ung från Västerås till Stockholm och studerade vid Högre Konstindustriella Skolan i Stockholm 1909–1912 och vid Kungliga konsthögskolan i Stockholm från 1913. Han deltog 1915 i akademiens etsningsskola med Axel Tallberg som lärare. Han reste som Kommerskollegiums stipendiat till Tyskland 1913–1914. Tack vare att han fick Statens stora stipendium kunde han med sin familj – hustrun, konstnären Sigrid Roos af Hjelmsäter Wallert och deras två barn – bosätta sig i Italien 1923–1927. Familjen bodde i Rom, i Settignano utanför Florens, i Carrara och i Positano. Under 1947 vistades han en längre period i bland annat Schweiz.
Han var annars huvudsakligen verksam i Stockholm fram till sin död 1962. Axel Wallert deltog 1918–1923 i utsmyckningen av Stockholms stadshus, där han gjorde målningarna i kassettaket i pelargången mot Riddarfjärden, södra portiken. Det är blå monokroma målningar med dynamiskt figurativa allegoriska tolkningar av Gamla stans kvartersnamn – gudanamn på olika antika mytologiska figurer.
Han dekorerade även takfoten under yttertaket på samma sida av huset. Han gjorde också relieferna i nischerna högt upp på östra fasaden, som föreställer Stockholms yrkesmän genom åtta århundraden och de olika hantverkare som var verksamma vid stadshusbygget. Han dekorerade också en nisch och dörröverstycken inne i byggnaden. Han återkom till stadshuset 1935–1937 för att måla dörröverstycken för Byggnadsnämndens sessionssal. I huset hänger även oljemålningar av honom, bland annat porträtten av konstnärskollegerna Aron och Gustaf Sandberg.
Axel Wallert gjorde även andra utsmyckningar, bland annat den figurrika kompositionen Orfeus, 1935 avsedd för Göteborgs konserthus men som målades i Stockholms högskolas kårhus. I Alviks medborgarhus i Stockholm utförde han en 50 m2 stor muralmålning, som visar byggandet av Västerort på 1930-talet, och 16 fönster- och dörröverstycken 1940–1941. Han gjorde också större kyrkliga uppdrag, bland annat i Gislaveds kyrka, där han 1953–1955 utförde takmålningar, korvägg, predikstol och läktarbröst. I Hacksta kyrka 1934 målade han altartavlan Uppståndelsen, altarmålningar och väggmålningar i jordnära färger.
För Söderby sjukhus gravkapell utförde han 1940–1941 monumentalmålningen Kvinnorna vid graven. I Kung Karls församlings gravkapell i Kungsör utförde han målningen Mot evigheten 1945.
I Stockholms universitets samling i Frescati finns en version av Orfeus, en oljemålning, som varit svenskt bidrag vid den internationella Carnegieutställningen i USA.  
Wallert arbetade som stafflikonstnär med ett tekniskt sett stort register och gav den svenska 1920-talskonsten ett nytt sakligt intresse. Bland annat utförde han målningar, bildserier, med bilder som: Från Roms utkant och Oljeberedning i Toscana 1926–1928. Här arbetade han i en klassicistiskt saklig stil, detaljrik med en starkt realistisk beskrivning av motivet.
Han var som stafflimålare mycket produktiv och mångsidig. Han målade porträtt, bland annat av dåvarande kronprinsen, sedermera kung Gustav VI Adolf. Han målade landskap, aktmålningar och genremålningar - målningar med vardagsmotiv – från Italien och Sverige. Han gjorde även religiösa kompositioner. Han arbetade med teckningar, etsningar, torrnålsgravyrer och linje- och akvatintetsningar, litografi och träsnitt. Axel Wallert var medverkande konstnär i Föreningen för Grafisk Konst. Han arbetade 1920–1921 som konstpedagog vid Althins målarskola.
Axel Wallert var son till byggmästaren Fredrik August Pettersson och Lovisa Eriksson och gift 1915–1935 med konstnären Sigrid Roos af Hjelmsäter Wallert och från 1954 med konstnären Eira Thelander. Han var far till Åsa Wallert-Pierrou och Göran Wallert.

## Porträtt
Wallert arbetade mycket med porträtt, bland annat av doktor Ivan Bratt (1928), porträtt av Gustaf VI Adolf (1929), stadsfullmäktiges ordförande Knut Tengdahl (1931), professor Gunnar Hedrén (1930), fru Gunilla Laurin (1931), som var gift med konsthistorikern Carl Gustaf Laurin, statsrevisionens professor Gösta Bagge (1932), professor Emanuel Linderholm (1935), kyrkoherde Olof Molin (1937), Delsbostintan (1938), professor Otto Torell (1939), civilingenjör Carl Ramström (1941), hovpredikanten Håkan Ljunge (1942), konteramiral Gunnar Unger (1942) och statsrådet Axel Pehrsson-Bramstorp 1948. Vidare målade Wallert porträtt av fru Margaret Hellström, född Bergman (1937), porträtt av författaren och journalisten Ludvig "Lubbe" Nordström (1927) och porträtt av verkställande direktören Vilhelm Arröe (1946).

## Verk i Stockholms stadshus

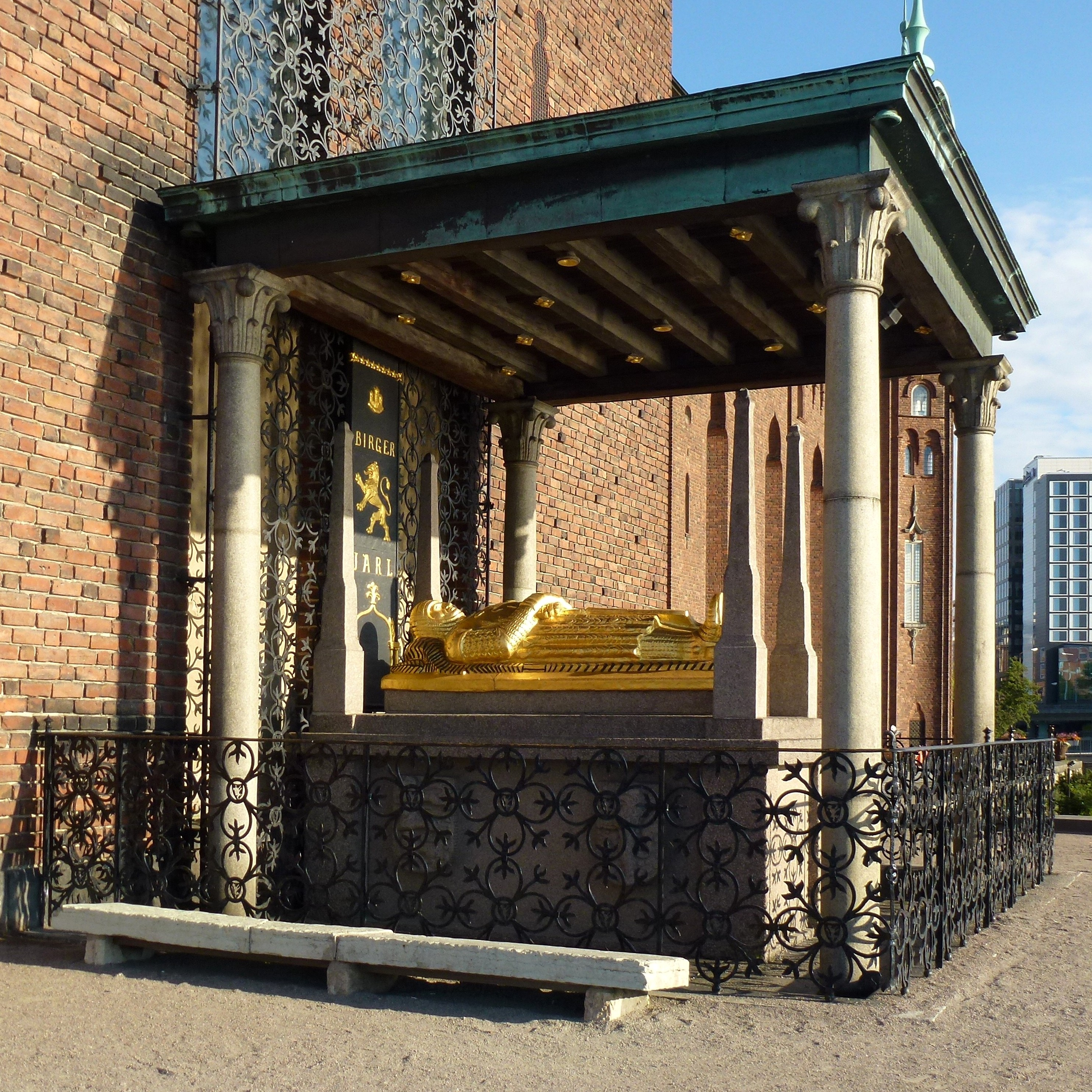
Axel Wallert dekorerade taket över kenotafen, det falska gravmonumentet över Birger Jarl. Skulptören Gustaf Sandberg skulpterade det monumentala gravmonumentet till Birgerskansen.

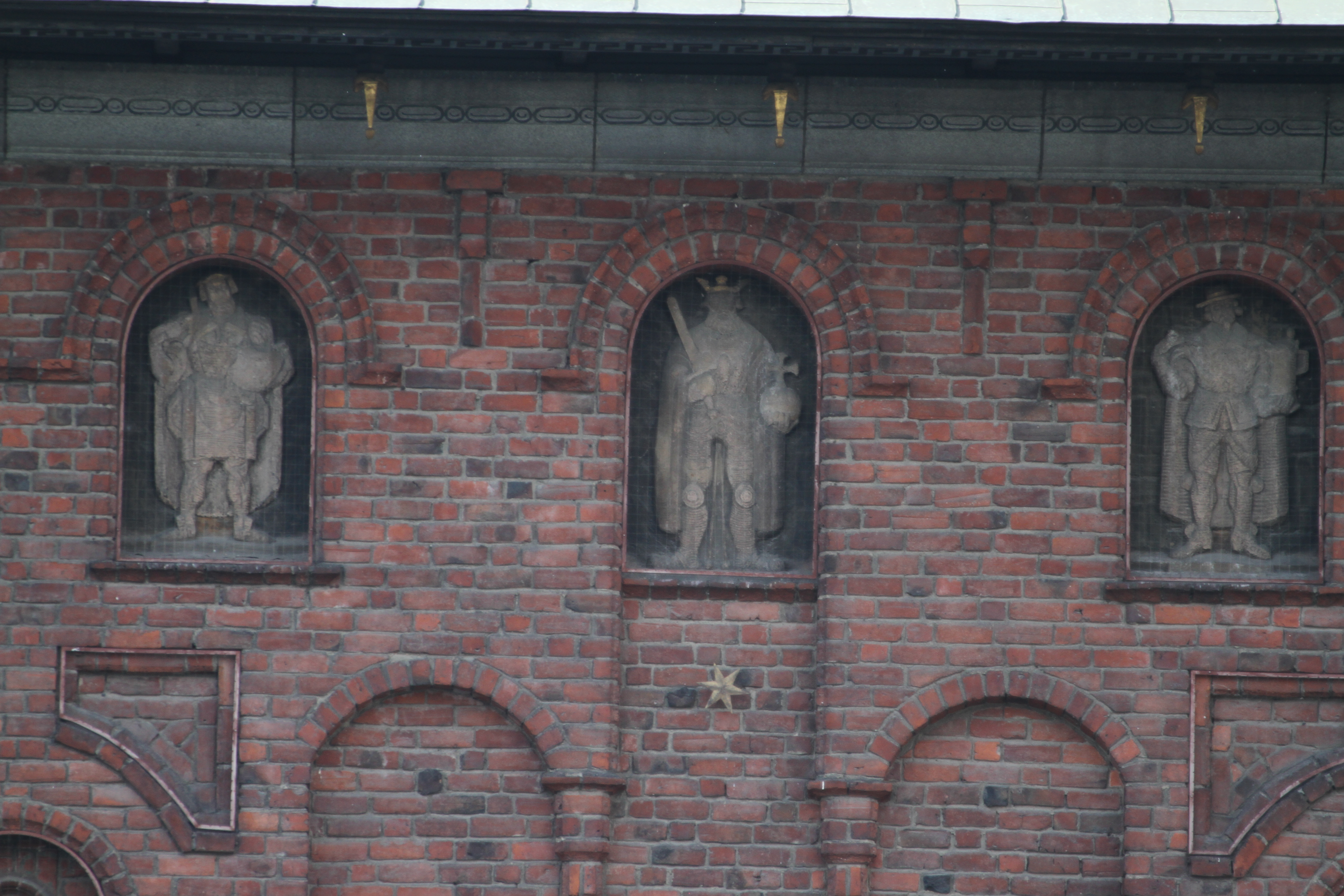
Detalj av skulptuerna på Stockholms stadshus östra fasad med "Stockholms yrkesmän genom åtta århundraden".

- Från modellverkstaden i Stockholms stadshus.
- Takmålningar och dörröverstycken i Stockholms stadshus.
- Fris med 23 förgyllda figurer, Stockholms yrkesmän genom åtta århundraden, på östra fasaden.
- Portikens kassettak målades 1923 av Axel Wallert med figurer ur den antika mytologin. De renoverades av honom en första gång 1933, eftersom vissa redan då var i dåligt skick. En ny renovering skedde 1968 där trätavlorna också tryckimpregnerades. Trots dessa insatser är en del av målningarna idag svåra att urskilja. En digital rekonstruktion äger rum under 2022. Yrkeshögskoleutbildningen Bildbehandlare vid Fotoskolan STHLM tar med digitala metoder åter fram panåerna i Axel Wallerts kassettak i en tydligare dager.
- Takdekoration till Birgerskansen över kungen vid Birger jarls kenotaf. Vid Stadshustornets östra fot skulpterade Gustaf Sandberg ett monumentalt falskt gravmonument, en skengrav, eller en så kallad kenotaf, över Birger Jarl. Under en baldakin buren av marmorkolonner vilar kungen, utförd i sten täckt av förgylld bly och flankerad av fyra gravprydnader av granit. Av flera källor att döma förefaller det som om dessa prydnader var målade från början. Den fiktiva graven finns mot norr och består av en järnport inramad av granitkolonner. Axel Wallert dekorerade taket över kungen.
- Muralmålning av Sankt Göran och draken i en putsad nisch i korridoren på våning 4 trappor (rum 4095). Många år senare fick han göra två dörröverstycken – allegorier över "Arkitekturen" och "Skulpturen" – till byggnadsnämndens sessionssal (rum 3011) för att komplettera det överstycke med Stockholmsmotiv av Carl Gustaf Wetterstrand (1855-1923), som redan fanns på plats. Eftersom Wetterstrand avled 1923 fick Axel Wallert fortsätta Wetterstrands arbete i sessionssalen. Wetterstrand hade utfört fresker i flera slott och herrgårdar, då han fick uppdraget att måla i Stadshuset i Stockholm.

## Kyrkomålningar
- Hacksta kyrka i Villberga församling i Uppsala län, 25 km sydost om Enköping (1934), altartavla. Idag präglas kyrkans interiör av den renovering som utfördes 1927. Stora delar av orgelläktaren togs då bort och bänkinredningen från 1680-talet ändrades. Draperimålningen och de överputsade medeltida kalkmålningarna togs samtidigt fram och korfönstret murades igen. 1934 placerades på dess plats en målning av Axel Wallert. Korfönstret återupptogs och altartavlan flyttades vid en renovering 1981. De medeltida kalkmålningarna i långhuset som hade överputsats vid okänd tidpunkt påträffades och konserverades. Två medeltida skulpturer från ett altarskåp står i koret, de är sannolikt utförda i Sverige under 1400-talets senare del.[6]

- Gislaveds kyrka i Gislaveds församling i Jönköpings län (1953-1955), takmålningar, väggmålningar och altartavla. Det välvda taket i kyrkorummet dekorerades och korväggen försågs med en muralmålning vid en omfattande renovering 1954-1955. Predikstol och läktarbröst dekorerades även. I taket är måleriet utfört i tempera eller mager oljefärg och har målats direkt på det ohyvlade virket, vilket ger ytorna en livfullare karaktär. Motiven är sparsamt målade i ljusa pastelltoner. I valvets mitt finns Gud Fader i en regnbågsomramad cirkel, omgiven av änglakörer med musikinstrument och textband i händerna. Från Gudscirkeln strålar mörkare och ljusare fält. Över koret illustreras Kristi himmelsfärd. Kristus i mandorla, under honom står två änglar, som är omgivna av lärjungarna. Vid sidorna om Kristus avbildas änglar som håller i pinoredskapen: Kors, spikar, spjut, ättikssvamp, törnekrona, piska och påle. Över orgeln avbildas fem basunblåsande änglar fördelade över valvformen. Målningen är signerad i främre kortsidan, mot söder: Wallert pinxit 1953-1955.[7]

## Väggdekorationer och teaterdekorationer
Axel Wallert fick uppdrag att utföra ett flertal väggdekorationer och teaterdekorationer.
- Väggdekorationen, muralmålningen Orfeus, är en figurrik komposition för Stockholms högskolas kårhus på Holländargatan 32, det tidigare Stockholms universitets studentkårs kårhus. Axel Wallert målade kompositionen Orfeus i kårhuset då det nybyggdes 1935-1937.[8]
- Väggdekorationen på fondväggen i Brommasalen i Alviks medborgarhus på Gustavslundsvägen 170 i Bromma är en 50 m2 stor al secco-målning (kalkmålning), som föreställer själva byggandet av Västerort på 1930-talet. Fondmålningen, som pryder ena kortväggen, speglar det gamla Bromma och det Västerort som då växte fram.[9] Brommasalen, som är husets stora aula, ligger på andra våningen och har 364 sittplatser, är en stor festsal i jugendstil med konst som utfördes 1940-1941 av Axel Wallert. Runt salen finns reliefer av arbetare och en mor med barn. Bland personerna på väggmålningen finns porträttlika byggnadsarbetare och arbetsledare, bland dem byggmästaren Anders Dunder och stadens dåvarande fastighetsdirektör Axel Dahlberg, som är centralgestalten i den stora målningen, och står som andre man från vänster i målningens nedre vänstra hörn tillsammans med flera kända personer. Han skådar ut över det växande Bromma och Traneberg längst till höger. Axel Dahlberg står fältherrelikt och samråder med företrädare för byggföretag. Förutom att han var fastighetsdirektör var han även ordförande i Bromma representantförening och han kallades ofta "Småstugans fader". Målningen visar ett Bromma i stark utbyggnad. I området växer det upp nya villor och nya småstugeområden. Samtidigt börjar Västerort att växa västerut. Vällingbystaden började planeras och exploateringen av Hässelby slotts ägor var förestående. Många tidstypiska detaljer ingår i målningen, till exempel skildras byggnadsarbetare som för hand reser en hel sektion av en vägg, en jobbare på väg till rasten och som går med två pilsnerflaskor i händerna, en gengasbil, tegelbärare med sitt lass på ryggen och piprökande byggjobbare med ok och rep. I fonden syns de närmaste omgivningarna med en båt som lagt till vid Ulvsundasjöns strand, varifrån säckar lossas. I väggmålningen syns också Södermalm och Högalidskyrkans två torn.

## Utställningar
Separat ställde han ut på Gummesons konsthall i Stockholm 1915, 1918 och 1923, på Konstakademien i Stockholm 1928, 1938 och 1945. Tillsammans med Gunnar Ekblom ställde han ut i Västerås 1917 och han medverkade ett tiotal gånger i Sveriges allmänna konstförenings salonger i Stockholm 1916–1943 samt Grafiska sällskapet och Föreningen Originalträsnitts utställning i Stockholm 1916, Svenska konstnärernas förenings utställning i Stockholm 1917, en skandinavisk utställning i Rom 1927, Carnegieinstitutets internationella utställning in Pittsburgh 1937, Nordisk grafikunions utställningar i London 1939 och Helsingfors 1939 samt ett flertal av Grafiska sällskapets utställningar.

## Verk i urval
- Kvinna och man ledande häst (1916)
- Herdarnas tillbedjan (1918)
- Madonna med barn
- Mälardrottningen (1923)
- Från italienska landsbygden (italienskt landskap) (1924)
- Hamnen i Marina di Carrara (1924)
- Marina di Carrara (1924)
- Sydländsk fiskehamn (1924)
- Caféinteriör
- Riddarens intåg (1925)
- Åsnekärra framför Colosseum (1927)
- Utsikt mot Stadshuset, Kungsholmen (1931)
- Malmgårdar i Stockholm (1935)
- Sommar över Stockholm (Stadshuset)
- Vy från tornet i Stadshuset (1935)
- Sommardag vid Stockholms stadshus (1936)
- Hasselbacken (1936)
- Skjulet i Torekov (1936)
- Skuta vid Strandvägsgskajen (1937)
- Torekov (1937)
- Motiv från Strandvägen, Stockholm (1939)
- I tankar (naken kvinna) (1944)
- Sommarkväll, Grundsund (1946)
- Mor och dotter i badet (år ej angivit)
- Kvinna i klipplandskap med får (1946)
- Vila i skogsglänta (1948)
- Fiskeläge (1949)

## Representerad
- Nationalmuseum[10] i Stockholm.
- Moderna museet[11] i Stockholm.
- Prins Eugens Waldemarsudde, Stockholm, Under vinet och Sandbärerskor, några genremålningar med italienska gatumotiv.
- Västerås konstmuseum
- Philadelphia Museum of Art, Philadelphia, USA.
- Sjöhistoriska museet, Stockholm
- H.M. Konung Gustaf VI Adolfs samling som numera ingår i Moderna museet.